# Jannik Huth
Jannik Huth (Bad Kreuznach, 15 de abril de 1994) é um futebolista profissional alemão que atua como goleiro, atualmente defende o Mainz 05.

## Carreira

### Rio 2016
Jannik Huth fez parte do elenco da Seleção Alemã de Futebol nas Olimpíadas de 2016.